# واتن‌هایم
واتنهایم (به آلمانی: Wattenheim) یک شهر در آلمان است که در باد دورکهایم واقع شده‌است. واتنهایم ۱٬۶۳۷ نفر جمعیت دارد.